# افرای سرخ
افرای سرخ (نام علمی: Acer rubrum) نام یک گونه از سرده افرا است.